# مارتین اشکرتل
مارتین اشکرتل (هلندی: Martin Škrtel؛ زاده ۱۵ دسامبر ۱۹۸۴) یک بازیکن فوتبال زادهٔ اسلوواکی است که در پست مدافع میانی در تیم ملی اسلواکی و باشگاه آتالانتا بازی می‌کند.

مارتین اشکرتل پیش از پیوستن به باشگاه لیورپول، به مدت چهار سال (۲۰۰۴ تا ۲۰۰۸) در باشگاه زنیت سن‌پترزبورگ بازی می‌کرد که در ژانویه سال ۲۰۰۸ میلادی با امضای قراردادی به ارزش ۶٫۵ میلیون پوند به باشگاه لیورپول پیوست. در فصل ۲۰۱۱–۱۲ اشکرتل در فینال جام اتحادیه گل مساوی تیمش را در برابر کاردیف سیتی به ثمر رساند که بازی با نتیجه ۱–۱ مساوی در وقت معمول به پایان رسید و پس از تساوی ۲–۲ در وقت‌های اضافی، تیم لیورپول در ضربات پنالتی حریف خود را شکست داد.
در ۱۰ ژوئیه ۲۰۱۵، اشکرتل با امضای قراردادی جدید؛ قرارداد خود با باشگاه لیورپول را تمدید کرد. در ۲۳ سپتامبر ۲۰۱۵، مارتین اشکرتل با ایستادن در ترکیب اصلی لیورپول در جام اتحادیه در برابر کارلایل یونایتد، موفق به انجام سیصدمین بازی خود در این باشگاه شد.

## بازی‌های ملی
مارتین اشکرتل از سال ۲۰۰۴ به تیم ملی جوانان و امید اسلوواکی دعوت شد. وی در جام جهانی آفریقای جنوبی به همراه تیم ملی اسلوواکی با حذف ایتالیا (مدافع عنوان قهرمانی) به همراه پاراگوئه به دور یک‌هشتم نهایی جام جهانی صعود کرد که در این مرحله با شکست در برابر تیم ملی هلند از مسابقات جام جهانی حذف شدند.

## افتخارات

### زنیت سن پترزبورگ
- لیگ برتر روسیه: ۲۰۰۷

### لیورپول
- جام اتحادیه: ۲۰۱۲